# Шаракшинова, Надежда Осиповна
Надежда Осиповна Шаракшинова (1915—2000) ― доктор филологических наук, профессор, ученый-монголовед, крупнейший фольклорист.

## Биография
Родилась Надежда Осиповна 30 сентября 1915 года в Бохане, Боханского района Иркутской области. Её Отцом являлся Осип Иванович, будучи приват-доцентом Императорской Казанской духовной академии, в дальнейшем ― учитель школы II ступени в Бохане, знаток устной народной поэзии, жизни и быта, обычаев и обрядов родного народа, владел 8 языками. Благодаря непосредственному влиянию отца, крайне рано определились научные интересы Надежды Осиповны. Преподавала в школах Усть-Тарасы и Заглика Боханского района после того, как окончила школу в 15 лет. Являлась носителем монгольского и русского языков. Была приглашена в Улан-Удэ на учёбу в Бурятский педагогический институт, которую успешно совмещала с преподаванием русского и старомонгольского языков монгольским студентам на Монголрабфаке.
В 1937 году окончила Бурятский педагогический институт с отличием. В годы войны Надежда Осиповна работала заведующей отделом агитации и пропаганды Боханского РК КПСС, а с 1942 по 1945 год являлась секретарем Осинского РК КПСС. Поступила в аспирантуру Института востоковедения АН СССР в конце 1945 года в Ленинграде, где занялась научной деятельностью под руководством известного советского монголоведа Сергея Андреевича Козина, посвятив себя изучению устной народной поэзии.
В 1950 году, защитив кандидатскую диссертацию «Героический эпос бурят Усть-Ордынского округа», Надежда Осиповна стала первым дипломированным ученым в области филологической науки и фольклористики среди женщин-буряток. Первые шаги в научной деятельности Надежды Осиповны совпали со сложным периодом в отечественной фольклористике. В конце 40-х-начале 50-х годов преследованию подвергся национальный бурятский эпос «Гэсэр» и ученые, защищавшие его. Также данное преследование затронуло Надежду Осиповну. Она была вынуждена уехать в Иркутск, будучи уволенной с работы.
В 1953 г., выступая с докладом в защиту «Гэсэра» на одной из научных конференций, Надежда Осиповна Шаракшинова отстояла подлинную народность произведения и была признана в научном мире настоящим ревнителем бурятской культуры. Позже, в 1995 г., она стала одним из инициаторов и активным участником празднования 1000-летнего юбилея «Гэсэра».
С 1951 года Надежда Осиповна работала в Иркутском государственном университете. В это время она продолжала изучать фольклор, собирать материал, ездить по селениям Бурятии, записывать народные песни, сказки и улигеры, а также публиковать множество трудов. В 1969 году вышла монография «Героический эпос о Гэсэре», которая на Выставке-смотре результатов научных исследований вузов Восточной Сибири 1971 года была отмечена Почетной грамотой. В 1972 году Надежда Осиповна блестяще защитила докторскую диссертацию «Улигеры как памятник духовной культуры бурят». В 1987 году вышла монография, посвященная исследованию бурятских улигеров, в контексте эпоса тюрко-монгольских народов, «Героико-эпическая поэзия бурят». За эту монографию Надежда Осиповна была награждена Дипломом и III премией Государственного комитета СССР по народному образованию и Центрального комитета профсоюза работников народного образования и науки за лучшую научную работу в 1990 году.
Начиная с 1952 по 1995 год она являлась ответственным секретарем и членом Правления Общества советско-монгольской дружбы; с 1975 по 1995 год — членом Президиума Иркутского областного союза советских обществ дружбы. Являлась членом Специализированного совета по защите кандидатских и докторских диссертаций в Институте общественных наук БНЦ СО РАН в Улан-Удэ. Надежда Осиповна руководила студентами и аспирантами, ею подготовлены многочисленные кадры высшей квалификации не только для России, но и Монголии. За подготовку молодых научных кадров Монголии она была награждена медалями Президиума Народного Хурала МНР «Найрамдал» в 1967 году и «50 лет Монгольской революции» в 1973 году, а также «Почетным знаком ЦК Ревсомола МНР» в 1981 году. Научная и общественная деятельность Надежды Осиповны Шаракшиновой была высоко оценена правительством СССР, в 1981 году она была награждена орденом «Дружбы народов».

## Основные труды

### Монографии
- Героический эпос Бурят-монголов Усть-Ордынского национального округа : автореф. дис. … канд. филол. наук : 10 0109. — Л., 1950. — 18 с.
- Бурят-монгольская литература: (фольклор) : учеб.-хрестоматия для 8 кл. сред. шк. — Улан-Удэ : Бурмонгиз, 1951. — 152 с. — Соавт. Д. Мижидон.
- Бурят-Монгол литература = Бурят-Монгольская литература : учеб. для 8 10 кл. сред. шк. — Улан-Удэ : Бурят-монголой номой хэблэл = [Бурмонгиз], 1954. — 350 с. — На бурят. яз. — Соавт.: А. Н. Тантятова, Ж. Б. Балданжабон, Д. М. Мижидон.
- Бурят-Монгол литература = Бурят-Монгольская литература : учеб. для 8-9 кл. бурят-монг. сред. шк. — Улан-Удэ : Бурят-монголой номой хэблэл = [Бурмонгиз], 1956. — 340 с. — На бурят. яз. — Соавт.: А. Н. Тантятова, Ж. Б. Балданжабон, Д. М. Мижидон.
- Бурят литература = Бурятская литература : учеб. для 8-9 кл. сред. шк. — Улан-Удэ : Бурядай номой хэблэл = [Бурят. кн. изд-во], 1958. — 360 с. — На бурят. яз. — Соавт.: А. Н. Тантятова, Ж. Б. Балданжабон, Д. М. Мижидон.
- Хоца Намсараев : критико-биогр. очерк. — Улан-Удэ : Бурмонгиз, 1958. — 157 с.
- Бурятский фольклор. — Иркутск : Кн. изд-во, 1959. — 228 с.
- Буряад Совет литература = Бурятская советская литература : учеб. для 9-10 кл. сред. шк. — Улан-Удэ : Буряадай номой хэблэл = [Бурят. кн. изд-во], 1965. — 220 с. — На бурят. яз. — Соавт.: А. Н. Тантятова, Д. М. Мижидон.
- Героический эпос бурят. — Иркутск : Вост.-Сиб. кн. изд-во, 1968. — 160 с.
- Героический эпос о Гэсэре : учеб. пособие для студентов филол. фак. — Иркутск : [Изд-во Иркут. гос. ун-та], 1969. — 348 с.
- Улигеры как памятник духовной культуры бурят : автореф. дис. … д-ра филол. наук : 010109. — Новосибирск, 1972. — 35 с.
- Лирические песни бурят. — Иркутск : Вост.-Сиб. кн. изд-во, 1973. — 148 с.
- Бурятское народное поэтическое творчество : учеб. пособие. — Иркутск : [Изд-во Иркут. гос. ун-та], 1975. — 234 с.
- Мифы бурят. — Иркутск : Вост.-Сиб. кн. изд-во, 1980. −167 с.
- Загадки : учеб. пособие. — Иркутск : Тип. «Вост.-Сиб. правда», 1981. — 113 с.
- Героико-эпическая поэзия бурят. — Иркутск : Изд-во Иркут. гос. ун-та, 1987. — 304 с.
- Улигеры бурят: [запис. со слов сказителей П. Д. Дмитриева и И. А. Хангалова]. — Улан-Удэ : БНЦ СО РАН, 2000. — 154 с.
- Бурятское народное поэтическое творчество : учеб. пособие. — Иркутск : Оттиск, 2012. — 262 с.

### Научные статьи
- О переводах Пушкина на монгольский язык // Вестн. Ленингр. ун-та. — Л., 1949. — № 6. — С. 71-80.
- Две повести Хоца Намсараева // Байкал : лит.-художеств. альманах. — 1950. — Кн. 3. — С. 130—140.
- Маяковскиин зохёолнууд бурят-монгол хэлэн дээрэ // Байкал : уран зохёолой альманах. — 1951. — [Кн.] 5. — С. 164—173.
- Самобытность и бытование бурятского эпоса «Гэсэр» // О характере бурятского эпоса «Гэсэр» : (докл. и материалы из выступлений на объедин. науч. сес. Ин-та востоковедения АН СССР и Бурят-Монг. науч.-исслед. ин-та культуры, проведен. 25 февр. 1953 г. в г. Улан-Удэ). — Улан-Удэ, 1953. — С. 124—145.
- А. С. Пушкин в бурят-монгольских переводах // Тр. Сер. ист.-филол. / Иркут. гос. ун-т. — Иркутск, 1956. — Т. 16, вып. 3. — С. 142—148.
- К вопросу о пережитках матриархата и героическом эпосе бурят // Филология и история монгольских народов: памяти акад. Б. Я. Владимирцова : [сб. ст.]. — М., 1958. — С.190-195.
- К вопросу о пережитках патриархата в героическом эпосе бурят-монголов // Тр. Сер. литературоведения и критики / Иркут. гос. ун-т. — Иркутск, 1958. — Т. 28, вып. 1. — С. 107—116.
- К вопросу о социальном происхождении бурятского и монгольского героического эпоса // Зап. / Иркут. обл. краевед. музей. — Иркутск, 1958. — С. 161—172.
- Литература возрожденного народа // Мы выросли вблизи Байкала : сб. стихов и рассказов. — Иркутск, 1958. — С. 68-88.
- Образ В. И. Ленина в устно-поэтическом творчестве бурят-монгольского народа // Тр. / Иркут. гос. ун-т. — Иркутск, 1958. — Т. 21. — С. 161—174.
- Из истории развития бурят-монгольской советской литературы // Тр. Об-ния каф. лит. вузов Сибири и Дал. Востока. — Красноярск, 1959. — Т. 1, вып. 4 : История литературной жизни и устно-поэтического народного творчества в Сибири : докл., прочит. на первой межвуз. зон. науч. конф. литературоведов Сибири и Дал. Востока, состоявшейся в г. Красноярске с 5 по 9 февр. 1958 г. — С. 110—135.
- Мифы и легенды как источник изучения исторического прошлого бурятского народа // Научная конференция по истории Сибири и Дальнего Востока: секция археологии этнографии, антропологии и истории Сибири и Дальнего Востока дооктябр. периода : тез. докл. и сообщ. — Иркутск, 1960. — С. 62-64.
- Итоги работы ангарской фольклорной экспедиции (1958—1959 годы) // Основные проблемы изучения поэтического творчества народов Сибири и Дальнего Востока : докл., сообщ. и выступления участников конф. по изучению поэтич. творчества народов Сибири и Дал. Востока, 14-19 дек. 1959 г. — Улан-Удэ, 1961.- С. 123—132.
- Миф о Буха-нойоне // Этногр. сб. — Улан-Удэ, 1962. — Вып. 3. — С. 128—137.
- Отражение эстетических воззрений в героическом эпосе бурятского народа // Краткие сообщения о научно-исследовательских работах за 1960 за год : (прил. к отчету о науч.-исслед. работе за 1960 г.). — Иркутск, 1962. — С. 225—229.
- Творческий путь Д. Нацагдоржа : (к 55-летию со дня рождения) // Тр. / Сер. востоковедная / Бурят. комплекс. науч.-исслед. ин-т. — Улан-Удэ, 1962. — Вып. 8 : Материалы по истории и филологии Центральной Азии. — С. 108—116.
- Les contes du Cadavrc cnsorcclc che / les Bouriatcs // Acta orientalia. — Budapest,1963. — T. 16, fasc. 1. — P. 45-54. — В оглавлении загл.: Les contes du Siddhi-kur chez les Bouriats.
- Социальные отношения древних бурят: (по материалам героич. эпоса) // Отчетная конференция Восточно-Сибирского Совета по координации и планированию гуманитарных наук : тез. докл. и сообщ. — Иркутск, 1963. — С. 203—206.
- Улигерши Аполлон Тороев // Ангара. — 1963. — № 4. — С. 162—167.
- К вопросу об индийско-бурятских фольклорных связях // Байкал. — 1965. — № 3. — С. 152—156 ; № 4. — С. 147—149. — На бурят. яз.
- Савремено народно песничко стваралаштво БypjaTa / са рус. рукописа И. Константиновиh // Народно стваралаштво. Folklor. — Београд, 1965. — Св. 13/14. — С. 1040—1047.
- A szuleteshez fuzodo hiedelmek es szokasok a burjat Geszer hosenek-ben // Ethnographia. — Budapest, 1966. — Vol.77, № 4. — P. 528—537.
- Савремено певаНЬе староседелачког становништва НЬерчинског кpaja са нарочитим обзиром на савремену сатирнчну балладу / Прев. М. Радовановиh // Народно стваралаштво. Folklor. — Београд, 1967. — Св. 21. — С. 11-19.
- JosefKowalewskiпаSyberii / thum H. Holda-Roziewicz // Kwartalnikhistorii nauki i techniki. — Warszawa, 1968. — Rok 13, № 2. — C. 329—347.
- Былины Сибири // Сиб. огни. — 1969. — № 11. — С. 183—185.
- Культ грозы // Народно стваралаштво. — Београд, 1969. — Св. 29/32. — С. 353—357.
- О работе профессора М. К. Азадовского «История бурятской фольклористики» // М. К. Азадовский и Сибирь : (тез. докл. на Учен. совете филол. фак., посвящ. 80-летию ученого-сибиряка). — Иркутск, 1969. — С. 13-14.
- Образ Сухэ-Батора в художественной литературе // Байкал. — 1969. — № 4. — С. 149—152.
- Отражение эстетических воззрений народа : (по мотивам бурят. версий «Гэсэра») // Эстетические особенности фольклора : [докл. конф., 5-10 июля 1968 г.]. — Улан-Удэ, 1969. — С. 125—138.
- У истоков бурятской журналистики: рукописный студенческий журнал «Товарищ» // Журналистика в Сибири : [сб. ст.]. — Иркутск, 1969. — Вып. 2. — С. 143—149.
- Унгинский сказитель И. А. Хангалов // Тр. Сер. литературоведения и критики / Иркут. гос. ун-т. — Иркутск, 1969. — Т. 62, вып. 6. — С. 174—182. — Прил.: Амагалан Богдо хан / [сказитель И. А. Хангалов; пер. на рус. Н. О. Шаракшиновой]. — С. 183—217.
- Songs of Bulagat Bunat shamans // Mongolian Studies / Ed. By L. Ligeti. — Budapest, 1970. — P. 103—117. — Co-auth.: V. Dioszegi.
- Итоги собирания бурятского фольклора в Тункинской долине // Тр. Сер. литературоведения и критики / Иркут. гос. ун-т. Иркутск, 1971. — Т. 48. — С. 259—275.
- Монгольский народная поэзия о Ленине и Сухэ-Баторе // Дорогой дружбы: к 50-летию Монгольской Народной Революции : сб. ст. — Иркутск, 1971. — С. 29-46.
- Об одной старинной бурятской песне // Вопросы истории Сибири. — Иркутск, 1971. — С 148—153. — (Учен. зап. / Геогр. о-во СССР, Вост.-Сиб. отд-ние, Иркут. обл. музей краеведения; вып. 4, ч. 1).
- Отражение культа близнецов в монгольском «Лин Гэсэре» // Тр. Сер. литературоведения и критики / Иркут. гос. ун-т. — Иркутск, 1971. — Т. 48. — С. 277—310.
- Жанровый синкретизм героического эпоса бурят // Эпическое творчество народов Сибири : (тез. докл. науч. конф. Улан-Удэ, 17-20 июля 1973 г.). — Улан-Удэ, 1973. — С. 43-45.
- Типологические связи бурятского и монгольского героического эпоса // Олон улсын монголч эрдемтний IIих хурал. — Улаанбаатар, 1973. — Б. 2. — С. 290—295.
- Изучение бурятского эпоса // В братской семье народов : [материалы конф., 30-31 мая 1973 г.]. — Улан-Удэ, 1974. — С. 359—366.
- Легенды бурят о Байкале // Прозаические жанры фольклора народов СССР : тез. докл. на Всесоюз. науч. конф. Минск, 21-23 мая 1974 г. — Минск, 1974. — С. 155—156.
- Образ нового человека в современных монгольских рассказах // Дорогой дружбы : сб. ст. — Иркутск, 1974. — Вып. 2. — С. 38-57.
- La place des uliger Bouriates dans le genre epique des peuples mongols / trad. par F. Aubin // Etude mongols. — Paris, 1975. — Cah.6. — P. 183—190.
- Народная поэзия бурят о Байкале // Нова Думка. — Вуковар, 1976. -№ 12. — С. 58-60.
- Улигеры бурят и эпос других народов Сибири // Фольклор народов РСФСР : межвуз. науч. сб. — Уфа, 1976. — С. 15-22.
- A propos du culte des forgerons chez. les Bouriates / trad. par R. Hamayon // L` Ethnograpie: nouvelle ser. — Paris, 1977-2. — № 74/75. — P. 157—164.
- La naissance chez. les peoples Mongols: coutumes et ceremonies / trad. par R. Hamayon // Ibid. — P. 165—170.
- Фантастические образы врагов в героическом эпосе бурят // Фольклор народов РСФСР : межвуз. науч. сб. — Уфа, 1977. — С. 19-24.
- Из неопубликованных писем М. А. Бестужева // Сибирь и декабристы: [сб. материалов юбил. конф. «Декабристы и русская культура», состоявшейся в Иркутске 25-30 сент. 1975 г.]. — Иркутск, 1978. — Вып. 1. — С. 163—168.
- Космогонические представления в эпосе монгольских народов // Эпическое творчество народов Сибири и Дальнего Востока : материалы Всесоюз. конф. фольклористов. — Якутск, 1978. — С. 20-24.
- Некоторые итоги и проблемы изучения монгольских версий «Джангара» // «Джангар» и проблемы эпического творчества тюрко-монгольских народов : тез. докл. и сообщ. [Всесоюз. науч. конф.], 17-19 мая 1978 г. — Элиста, 1978. — С. 10-13.
- Обряды бурят, связанные с уборкой урожая // Рад XVI-oг Конгресса Савеза удружсньа фолклориста Jyroславијe на Игалу 1969 године. — Цетинье, 1978. — С. 167—171.
- Монголо-турецкие пословицы и поговорки в историческом освещении // Македонски фольклор. — Скопле, 1979. — Т. 12, № 24. — С. 45-49.
- Бурятская тематика в «Древних российских стихотворениях» Кирши Данилова // Традиционный фольклор бурят : [сб. ст.]. — Улан-Удэ, 1980. — С. 127—140.
- Вопросы фольклора в кругу научных интересов М. М. Ядринцева // Проблемы востоковедения в трудах ученых Восточной Сибири : тез. докл. к регион. конф., 10-12 апр. 1980 г. — Иркутск, 1980. — С. 29-30.
- Бурятский ученый Галсан Гомбоев // Байкал. — 1982. — № 1. — С. 120—125.
- Жизнь и научная деятельность монголоведа Галсана Гомбосва (1818—1863) // Studia mongolica. — Ulan Bator, 1982. — Vol. 9. — P. 152—167.
- Из истории записи, публикации и изучения монгольских версий «Джангара» // [«Джангар» : сб., посвящ. 125-летию со дня рождения певца «Джангара Э. Д.»] : эпическая поэзия монгольских народов. — Элиста, 1982. — С. 25-42.
- Изображения социальных конфликтов в исторических песнях монголов XVII XVIII столетий : (по материалам экспедиции 1975 г.) // Страны Востока: проблемы социально-экономического и политического развития : тез. докл. к регион. конф. 13-15 мая 1982 г. — Иркутск, 1982. — С. 13-15.
- Востоковедные исследования О. М. Ковалевского в Сибири // Социальное и политическое развитие народов Востока: история и современность : тез. докл. к регион. конф., 12-14 мая 1983 г. — Иркутск, 1983. — С. 68-69.
- К вопросу об изучении научного наследия О. М. Ковалевского // Всесоюзная научная конференция, посвященная 100-летию со дня рождения академика Б. Я. Владимирцова : тез. докл. — М., 1984.- С. 56-59.
- О некоторых проблемах изучения прозаических жанров монгольского фольклора // Олон улсын монголч эрдэмтний IV их хурал. — Улаанбаатар, 1984. — Б. 2. — С. 274—282.
- Аллитерация одна из основных форм звуковой организации стиха в улигерах бурят // Фонетика сибирских языков : сб. науч. тр. — Новосибирск, 1985. — С. 162—168.
- Время и пространство в героическом эпосе монгольских народов // Рад ХХН-ог Конгреса Савеза удруженьа фолклориста Jyrocлавије на Жабльаку 1975 године. — Цетинье, 1985. — С. 151—159.
- Роль традиционных лирических песен тюрко-монгольских народов Сибири в социализации детей и подростков // Вопросы советской тюркологии : тез. докл. и сообщ. Ашхабад, 10-12 сент. 1985 г. — Ашхабад, 1985. — С. 279—281.
- «…Сам был очевидцем» // Теегин герл = Свет в степи. — Элиста, 1985. — № 4. — С. 100—103.
- Монголо-русско-бурятские фольклорные связи // Аман зохиол судлал. — Улаанбаатар, 1986. — Б. 13, 1-15 д. — С. 19-38.
- К вопросу об изучении исторического развития народных преданий в устной поэзии монголов // V Международный конгресс монголоведов. Улан-Батор, сентябрь 1987 : докл. сов. делегации. — М., 1987. — [Ч.] 1 : История, экономика. — С. 202—210.
- О. М. Ковалевский как фольклорист // Время — писатель — общество : тез. докл. науч. практ. конф. — Иркутск, 1987. — С. 18-19.
- Историко-этнографические и фольклорные наблюдения Юрия Крижанича в Сибири // Четвёртые Алексеевские чтения : материалы науч. межвуз. конф., посвящ. памяти акад. М. П. Алексеева и 70-летию Иркут. гос. ун-та, 3-5 окт. 1988 г. — Иркутск, 1988. — С. 92-93.
- К вопросу о полифункциональности героическою эпoсa монгольских народов // Тюркология-88 : тез. докл. и сообщ. V Всесоюз. тюркол. конф. Фрунзе, 7-9 сент. 1988 г. — Фрунзе, 1988. — С. 438—440.
- Монголовед Алексей Бобровников // Байкал. — 1988. — № 3. — С. 131—136.
- Роль традиционных лирических песен тюрко-монгольских народов Сибири в социализации детей и подростков // Вопросы советской тюркологии : материалы IV Всесоюз. тюркол. конф. Ашхабад, 10-12 сент. 1985 г. : в 2 ч. — Ашхабад, 1988. — Ч. 2. — С. 77-80.
- Сокровенное сказание монголов как памятник устной народной поэзии // Страны и народы Востока: пути развития : тез. докл. к регион. конф. 10-12 мая 1988 г. — Иркутск, 1988. — С. 119—120.
- Этногенетическая общность монголов в свете лирических песен XVIII—XIX веков // Фольклор народов РСФСР : песен. жанры, их межэтнич. отношения, фольклорно-лит. связи : межвуз. науч. сб. — Уфа, 1988. — С. 150—156.
- К. В. Багинов собиратель народной поэзии бурят // Владимирцовские чтения : тез. докл. и сообщ. II Всесоюз. конф. монголоведов. — М., 1989. — С. 174—176.
- 3а строкой бурятской песни // Полит. вестн. — Иркутск, 1989. — № 4. — С. 23-27.
- К изучению философского содержания пословиц и поговорок монгольских народов // История и культура монголоязычных народов: источники и традиции : Междунар. «круглый стол» монголоведов, Улан-Удэ, окт. 1989 г. : тез. докл. и сообщ. — Улан-Удэ, 1989. — С. 76-79.
- Хоца Намсараев и его роль в собирании фольклора боханских бурят // Национальное и интернациональное в литературах народов СССР : тез. Всесоюз. науч. конф., посвящ. 100-летию со дня рождения основоположника бурят. сов. лит. X. Намсараева, г. Улан-Удэ, 17-19 мая 1989 г. — Улан-Удэ, 1989. — С. 102—104.
- Г. Ц. Цыбиков — профессор Иркутского университета // Цыбиковские чтения : тез. докл. и сообщ. — Улан-Удэ, 1989. — С. 145—147.
- Место «Джангара» в эпическом творчестве монгольских народов // «Джангар» и проблемы эпического творчества : тез. докл. и сообщ. Междунар. науч. конф., 22-24 авг. 1990 г. — Элиста, 1990. — С. 24-26.
- Вклад Ц. Ж. Жамцарано в собирание и изучение фольклора монгольских народов // Цыбен Жамцарано: жизнь и деятельность : докл. и тез. науч. конф., посвящ. 110-летию выдающ. ученого, обществ. и науч. деятеля бурят-монг. и халха-монг. народов Ц. Ж. Жамцарано. — Улан-Удэ, 1991. — С. 77-80.
- О героико-эпическом сказании бурят // Гэсэриада: прошлое и настоящее : сборник. — Улан-Удэ, 1991. — С. 64-70.
- Певцы улигеров // Гэсэриада: прошлое и настоящее : сборник. — Улан-Удэ, 1991. — С. 9-14.
- Бурятские игровые песни-ехор // Фольклор народов России: фольклор, традиции и фольклор.-лит. связи : межвуз. науч. сб. — Уфа, 1992. — С. 45-49.
- Из истории деятельности Э. Доржи Ринчино в Монголии (по материалам его письма к Г. В. Чичерину) // Восток в прошлом и настоящем : тез. докл. к регион. конф., 14-17 мая 1992 г. — Иркутск, 1992. — С. 205—208.
- К вопросу об изучении исторического развития народных преданий в устной поэзии монголов // Олон улсын монголч эрдэмтний V их хурал. — Улаанбаатар, 1992. — Б. 2. — С. 260—266.
- Вопросы фольклора и этнографии бурят в кругу научных интересов Базар[а] Барадина // Базар Барадин: жизнь и деятельность : докл. и тез. науч. конф., посвящ. 115-летию выдающ. ученого, обществ. и науч. деятеля бурят. народа Б. Б. Барадина. — Улан-Удэ, 1993. — С. 107—109.
- К изучению философского содержания пословиц и поговорок монгольских народов // История и культура народов Центральной Азии : сб. ст. — Улан-Удэ, 1993. — С. 51-55.
- Из истории бурятского филологического отделения ИГУ // Проблемы бурятской филологии и культуры : тез. докл. регион, науч-практ. конф., посвящ. 50-летию бурят. филол. отд-ния ИГУ, 31 марта 1995 г. — Иркутск, 1995. — С. 3-7.
- Коллекция по бурятскому шаманству в парижском Музее человека // Проблемы бурятской филологии и культуры : тез. докл. регион, науч-практ. конф., посвящ. 50-летию бурят. филол. отд-ния ИГУ, 31 марта 1995 г. — С. 22-23.
- Г. Н. Потанин и его роль в собирании и публикации эпоса о Гэсэре // Гэсэриада: фольклор в современной культуре. — Улан-Удэ, 1995. — С. 66-73.
- Сказители-улигершины // Декор. искусство. — 1995. — № 1/2. — С. 26-27.
- А. А. Бобровников (1821—1865) // Российские монголоведы (XVIII — начало XX вв.) / сост. и отв. ред. Ш. Б. Чимитдоржиев. — Улан-Удэ, 1997. — С. 47-56.
- Хоца Намсараев и его роль в собирании фольклора боханских бурят // Актуальные проблемы бурятского языка, литературы, истории: (к 10-летию каф. Бурят. филологии ИГУ) : тез. докл. регион. науч.-практ. конф., 14-15 апр. 2000 г. — Иркутск, 2000. — С. 63-64.
- Г. Ц. Цыбиков профессор Иркутского университета // Актуальные проблемы бурятского языка, литературы, истории: (к 10-летию каф. Бурят. филологии ИГУ) : тез. докл. регион. науч.-практ. конф., 14-15 апр. 2000 г. — С. 91-92.
- Улигеры как памятник культуры бурят // Живая память Иркутской филологии : межвуз. сб. науч. тр. и воспоминаний. — Иркутск, 2005. — Вып. 2. — С. 18-32.

## Публикации о Н. О. Шаракшиновой
- Всеволжский К. [ Н. О. Шаракшинова] / К. Всеволожский // Вост.-Сиб. правда. — 1949. — 13 мая : фот.
- Шаракшинова Надежда Осиповна // Писатели советской Бурятии : биобиблиогр. справ. — Улан-Удэ, 1959. — С. 169—170 : портр.
- Гранина А. Звонкая песня Гэсэр / А. Гранина // Вост.-Сиб. правда. — 1968. — 19 июня. О научной деятельности Н. О. Шаракшиновой.
- Иориш И. И. Монголоведение / И. И. Иорош // Азиатский музей — Ленинградское отделение Института востоковедения АН СССР. — М., 1972. — С. 209—234. О Н. О. Шаракшиновой, с. 231—232.
- Надежда Осиповна Шаракшинова: (80 лет со дня рождения) // Приангарье: годы, события, люди : календарь знаменат. и памят. дат Иркут. обл. на 1995 г. — Иркутск, 1994. — С. 40 42.
- Тагарова Т. Слово об учителе / Т. Тагарова // Иркут. ун-т. — 1995. — 31 марта. О Надежде Осиповне Шаракшиновой.
- Шаракшинова Надежда Осиповна // Ученые-исследователи Бурятского института общественных наук СО РАН: (к 75-летию ин-та) : биобиблиогр. справ.. — Улан-Удэ, 1997. — С. 227 228 : портр.
- Шаракшинова Надежда Осиповна // Иркутский государственный университет: ректоры, деканы, профессора (1918—1998) / сост. С. И. Кузнецов. — Иркутск, 1998. — С. 147—148.
- Биткеев Н. Ц. Памяти Надежды Осиповны Шаракшиновой / Н. Ц. Биткеев, А. А. Дарбеева, В. Э. Раднаев // Восток: афро-азиат. о-ва: история и современность. — 2001. — № 5. — С. 208—211.
- Проблемы фольклористики, литературоведения и языкознания: памяти д.ф.н., проф. ИГУ Н. О. Шаракшиновой : материалы регион, науч.-практ. конф., 23-24 нояб. 2001 г. — Иркутск, 2002. — 156 с.
- Из содерж.: Шаракшинова Е. К. Вклад Н. О. Шаракшиновой в бурятскую фольклористику. — С. 3 8.
- Богданов Г. Н. Профессор Н. О Шаракшинова и современное национальное движение бурят. — С. 8-10.
- Чагдуров С. Ш. Истинный Ученый и Учитель — С. 11-12.
- Баканова Н. Г. Слово о профессоре Н. О. Шаракшиновой. — С 12-13.
- Шерхунаев Г. А. След на земле. О профессоре Н. О. Шаракшиновой. — С. 13-18.
- Тагарова Т. Б. Н. О. Шаракшинова как монголовед. — С. 18-22.
- Баларьева Т. Б. Вклад Н. О. Шаракшиновой в paзвumue бурятского литературоведения. — С. 22-23.
- Дармаева А. Д. Роль Н. О. Шаракшиновой в бурятском языкознании. — С. 23-25.
- Чагдуров С. Ш. Истинный Ученый и Учитель / С. Ш. Чагдуров // Буряад унэн. — 2002. — 10 янв. Выступление на научной конференции, посвященной памяти Н. О. Шаракшиновой (Иркутск, 23 нояб 2001 г).
- Шерхунаев Р. А. След на земле: о проф. Н. О. Шаракшиновой / Р. А. Шерхунаев // Родная земля. — 2002. — 4 марта. — С. 6.
- Шаракшинова Е. К. Надежда Осиповна Шаракшинова — собиратель и исследователь бурятского фольклора // Литера : вестн. фак. филологии и журналистики ИГУ. — 2004. — Вып. 1. — С. 7-13 : портр.
- Ербаева Э. А. Великий фольклорист / Э. А. Ербаева, М. А. Ербаева // Нютаг. — 2005. — № 4 (февр.) Надежда Осиповна Шаракшинова — ученый и учитель.
- Тагарова Т. Слово об учителе / Т. Тагарова // Живая память Иркутской филологии : межвуз. сб. науч. тр. и воспоминаний. — Иркутск, 2005. — Вып. 2. — С. 13-18. К 90-летию со дня рождения Шаракшиновой Надежды Осиповны, доктора филологических наук).
- Шаракшинова Е. К. Любовь и преданность к бурятским улигерам (Н. О. Шаракшинова — исследователь Бурятского героического эпоса) // Живая память Иркутской филологии : межвуз. сб. науч. тр. и воспоминаний. — Иркутск, 2005. — Вып. 2. — С. 5-12.